# Olongastas
Olongasta fue el nombre que se le dio a una antigua etnia de aborígenes diaguitas, que habitaron en el centrooeste del actual territorio de Argentina, más exactamente el sur de la provincia de La Rioja, el noroeste de la provincia de Córdoba, el norte de la provincia de San Luis, el sudeste de la provincia de San Juan y el sudoeste de la provincia de Santiago del Estero; esto es, prácticamente vivían en torno al desierto de las Salinas Grandes.
Su filiación plantea algunas dudas, aunque la mayoría de las evidencias hacen que se les incluya entre los diaguitas o paziocas de los cuales, junto a los ambargastas serían las parcialidades más meridionales y orientales. Las dudas de filiación parten de su etnogénesis que, además de un predominio cultural ándido señala una alta frecuencia de fisiotipos pámpidos e incluso huárpido, con quienes tenían en común los hornos de tierra. Recibieron también alguna influencia incaica.
Confinaban (en el siglo XVI) al este con los pámpidos llamados tonocotés y salavirones, al sur y sureste con los semihuárpidos comechingones, al suroeste con los huarpes propiamente dichos, al norte y noroeste con otras parcialidades paziocas como la de los capayanes.
Recibieron por parte de los conquistadores españoles el nombre de indamas, probable "españolización" de la palabra mundema que habría correspondido a una lengua mezclada de palabras comechingonas y paziocas (es decir cacanas).
Han dejado pocos relictos culturales, esto al parecer por su escaso número ya que su hábitat podía alimentar sólo a escasas poblaciones humanas. Se sabe que además de la caza y la recolección (especialmente de frutos de algarrobo) practicaban la agricultura (papa y maíz) y la ganadería de llamas, siendo por esto bastante sedentarios, sin embargo, no se hallan restos de sus viviendas, lo que hace suponer que no las construían de piedra ni de ningún otro material duradero, siendo probablemente de adobe techadas con ramas y sacate.

## Lengua
Se sabe muy poco del idioma que hablaban, que se extinguió sin que ninguno de los misioneros la haya estudiado, aunque se supone que es una de las variantes del kakán.

## Desaparición
Debido a la zona árida que habitaban, es posible que hayan sido escasos en número y al entrar en contacto con los españoles, desaparecieron prontamente. 
Se sabe que el teniente de gobernador de Córdoba, Tristán de Tejeda, al momento de la fundación de la ciudad de La Rioja en 1591, redujo por la fuerza a grupos olongastas que resistían la conquista, siendo repartidos como encomiendas por Juan Ramírez de Velasco entre los vecinos de Córdoba y la Rioja. Los olongastas que vivían en el pueblo de Ascala fueron enviados a los llanos de Catamarca; los de la zona de Olta fueron expatriados para trabajar en la carpintería de Najche, en Tucumán; los de Laha —con su cacique Yungulo— fueron llevados a la zona de lo que hoy es la ciudad cordobesa de Villa Cura Brochero. Estos grupos se extinguieron rápidamente. La cercanía de varias ciudades hizo que los que quedaron libres fueran capturados por encomenderos para trabajar en ciudades como San Juan, Mendoza, San Luis, Córdoba y La Rioja.
Los olongastas participaron del levantamiento general de 1632, matando a un misionero en el poblado de Atiles. El poblado actualmente se denomina Atiles, aunque es posible (quizás por error) encontrar escrito Antiles y Astiles. por lo que fueron escarmentados duramente por españoles provenientes de La Rioja. 
Para 1782 en los Llanos Riojanos sólo quedaban olongastas en los pueblos de Olta y de Atiles, pero posteriormente desaparecieron o se mestizaron.
Desde 2009 la provincia de Santa Fe comenzó a registrar a las comunidades indígenas en el Registro Especial de Comunidades Aborígenes de la Provincia de Santa Fe (RECA) del Instituto Provincial de Aborígenes Santafesinos, reconociéndoles en el ámbito provincial la personería jurídica, entre ellas el 26 de noviembre de 2015 a la Comunidad Olongasta Cacique Yungulo, ubicada en la ciudad de San José del Rincón del departamento La Capital.